# Winsome Cripps
Winsome Cripps, po mężu Dennis (ur. 9 lutego 1931, zm. 30 maja 1997) – australijska lekkoatletka, sprinterka, trzykrotna medalistka igrzysk Imperium Brytyjskiego i Wspólnoty Brytyjskiej w 1954, olimpijka.

## Kariera sportowa
Zajęła 4. miejsca w biegu na 100 metrów i biegu na 200 metrów oraz 5. miejsce w sztafecie 4 × 100 metrów na igrzyskach olimpijskich w 1952 w Helsinkach. W biegu sztafetowym sztafeta Australii prowadziła do ostatniej zmiany, lecz podczas przekazywania pałeczki pomiędzy Cripps a Marjorie Jackson pałeczka upadła. Jackson ją podniosła, ale ukończyła bieg na 5. pozycji.
Na igrzyskach Imperium Brytyjskiego i Wspólnoty Brytyjskiej w 1954 w Vancouver Cripps zdobyła trzy medale:
- złoty w sztafecie 4 × 110 jardów wraz z Gwen Wallace, Nancy Fogarty i Jackson;
- srebrny w biegu na 100 jardów za Jackson, a przed reprezentantką Rodezji Północnej Edną Maskell;
- srebrny w biegu na 220 jardów, za Jackson, a przed Shirley Hampton z Anglii.

Cripps była rekordzistką świata w sztafecie 4 × 100 metrów z czasem 46,1 s, uzyskanym 27 lipca 1952 w Helsinkach i dwukrotnie w sztafecie 4 × 110 jardów do czasu 46,3 s, uzyskanego 4 sierpnia 1952 w Londynie.
Była wicemistrzynią Australii w biegu na 220 jardów i brązową medalistką w biegu na 100 jardów w 1951/1952 i 1953/1954
.

## Rekordy życiowe
- bieg na 100 metrów – 11,9 s (22 lipca 1952, Helsinki)
- bieg na 200 metrów – 24,2 s (26 lipca 1952, Helsinki)[5]